# Jamie Fobert
James Earl Fobert (Ontario, 5 novembre 1962) è un architetto e designer britannico.

## Biografia
Jamie ha studiato architettura all'Università di Toronto, e una volta arrivato a Londra nel 1988 ha lavorato per 8 anni presso lo studio dell'architetto David Chipperfield e nello stesso periodo per Nick Knight. Per poi fondare un proprio studio nel 1996, ovvero la Jamie Fobert Architects. 
Jamie è stato poi nominato Commendatore dell'Ordine dell'Impero Britannico nel 2020.